# Jangle pop
Jangle pop és un gènere de rock alternatiu de mitjans de la dècada del 1980 que «va marcar el retorn a les guitarres jangly i melodies pop dels anys 60», bandes com The Byrds, amb les seves guitarres elèctriques de dotze cordes i cançons power-pop. A mitjans dels anys 1980, el jangle pop va ser una línia alternativa al «format basat en el pop» amb «alguns matisos de folk rock». Entre 1984 i 1987, «bandes pop del sud com R.E.M. i Let's Active» i un subgènere anomenat «Paisley Underground» van incorporar influències psicodèliques.
Per a aquest gènere el so de les guitarres Rickenbacker, en particular els models de 12 cordes són essencials. Les guitarres Rickenbacker van ser popularitzades per George Harrison tocant a The Beatles.

## Algunes bandes del gènere
| - The Bangles. - The Bats. - Blake Babies. - The Bongos. - The Byrds. - The Church. - The Connells. - The dB's. - Dream Syndicate. - Dreams So Real. - Echo Orbiter. - The Feelies. - The Format. | - Fred i Son. - Gin Blossoms. - Guadalcanal Diary. - Guster. - The Lemonheads. - Let's Active. - Love Tractor. - The Lucksmiths. - Miracle Legion. - Mitch Pascua. - The Neats. - Oh-OK. - Oasis. | - Polaris. - Primal Scream. - Pylon. - The Reivers. - R.E.M. - Salem 66. - The Serenes. - The Smiths. - Chris Stamey. - Teenage Fanclub. - 10,000 Maniacs. - The Trashcan Sinatras. - Uncle Green. |